# Bendo (Pedan)
Bendo is een bestuurslaag in het regentschap Klaten van de provincie Midden-Java, Indonesië. Bendo telt 2816 inwoners (volkstelling 2010).